# Český badmintonový svaz
Der Český badmintonový svaz (ČBaS) ist die oberste nationale administrative Organisation in der Sportart Badminton in Tschechien. Der Verband wurde am 1. Januar 1993 gegründet.

## Geschichte
Der Verband ist der Rechtsnachfolger des Československý Badmintonový Svaz. Der Verband ist mit Entstehen Mitglied in der Badminton World Federation, damals noch als International Badminton Federation bekannt, und des kontinentalen Dachverbands Badminton Europe, 1993 noch unter European Badminton Union firmierend, geworden. 1993 fanden sowohl die Czech International als auch die tschechischen nationalen Meisterschaften erstmals statt.

### Meilensteine
- 1957 – erstes inoffizielles Turnier
- 1958 – als erstes offizielles Turnier finden vom 26. bis zum 27. Januar in der Halle von TJ Dynamo Žižkov die Prager Meisterschaften statt
- 1961 – erste inoffizielle Meisterschaften der ČSSR
- 1964 – Aufnahme in den Weltverband
- 1964 – erste Mannschaftsmeisterschaft
- 1965 – erste offizielle Meisterschaften der ČSSR
- 1971 – im damaligen Gottwaldov findet die Junioren-EM statt
- 1993 – der Český badmintonový svaz übernimmt die Aufgaben vom Československý badmintonový svaz
- 1996 – in Prag findet die Qualifikation zum Thomas und Uber Cup statt
- 2005 – in Brno findet der Polonia Cup statt

## Erfolge
- 1970 – Petr Lacina wird Fünfter bei der Europameisterschaft
- 1973 – die ČSSR gewinnt den Helvetia-Cup
- 1975 – Michal Malý wird Fünfter bei der Europameisterschaft
- 1992 – Tomasz Mendrek und Eva Lacinová nehmen an Olympia teil
- 1997 – die tschechischen Junioren belegen Rang zwei im Polonia Cup
- 1998 – Jan Fröhlich wird Neunter bei der Junioren-Weltmeisterschaft
- 2005 – Pavla Janošová und Kristína Ludíková gewinnen Bronze bei der Junioren-Europameisterschaft
- 2007 – Kristína Ludíková wird Junioren-Europameisterin
- 2008 – Petr Koukal und Kristína Ludíková nehmen an Olympia teil
- 2009 – Petr Koukal gewinnt die Czech International

## Bedeutende Veranstaltungen, Turniere und Ligen
- Czech International
- Czech International Future Series
- Tschechische Meisterschaft
- Mannschaftsmeisterschaft
- Juniorenmeisterschaft
- Grand Prix A, B, C, D
- Regionalmeisterschaften

## Persönlichkeiten
- Zdeněk Musil
- Petr Sim
- Jiří Dufek
- Alois Patěk